# The Killers (1946)
The Killers is een Amerikaanse film noir uit 1946. Hij is gedeeltelijk gebaseerd op het kort verhaal met dezelfde naam van Ernest Hemingway. De film werd geregisseerd door Robert Siodmak. Burt Lancaster maakte er zijn filmdebuut in. Andere acteurs waren Ava Gardner, Edmond O'Brien en Sam Levene. John Huston schreef mee aan het scenario.
Regisseur Robert Siodmak was een van de belangrijkste bijdragers aan de film noir-cyclus, met een tiental films in dit genre. Hij was als Duitser geëmigreerd naar de Verenigde Staten en beïnvloedde - samen met andere Duitse regisseurs - met zijn expressionistische filmstijl in sterke mate de Hollywoodproducties.
De film volgt gedurende de eerste 20 minuten - de komst van de huurdoders die op zoek gaan naar 'de Zweed' - getrouw Ernest Hemingways verhaal. De rest van de film is echter geheel origineel. Hemingways biograaf, Carlos Baker, zei dat 'The Killers' een van de weinige verfilmingen van zijn werk was die Hemingway echt kon waarderen.

## Verhaal
Twee huurmoordenaars komen aan in kleine stad om Ole Anderson 'de Zweed '(Burt Lancaster) te vinden en te doden. Ze volgen hem naar een pension, waar hij zich zonder verzet laat doden. De Zweed had een levensverzekering, en dat bedrijf stelt Jim Reardon (Edmund O'Brien) aan om de zaak te onderzoeken. Reardon ontwikkelt een theorie dat de moord op de Zweed zou te wijten zijn aan een onopgeloste roof van de lonen die het bedrijf uitkeerde. Deze misdaad zou opgezet zijn door Colfax (Albert Dekker), waarbij ook Kitty Collins (Ava Gardner) betrokken zou zijn, een mysterieuze vrouw met wie de Zweed een relatie had. Reardon werkt samen met rechercheur Levene, die een jeugdvriend was van de vermoorde. Hij bedenkt een plan om de huurmoordenaars en hun opdrachtgever te vatten.

## Rolverdeling
| Acteur             | Personage                                                                |
| ------------------ | ------------------------------------------------------------------------ |
| Burt Lancaster     | Pete Lund/Ole "Swede" Andreson                                           |
| Ava Gardner        | Kitty Collins                                                            |
| Edmond O'Brien     | Jim Reardon                                                              |
| Albert Dekker      | "Big Jim" Colfax                                                         |
| Sam Levene         | Lt. Sam Lubinsky                                                         |
| Vince Barnett      | Charleston, celgenoot van de Zweed                                       |
| Virginia Christine | Lilly Harmon Lubinsky, het ex-liefje van de Zweed en nu Lubinsky's vrouw |
| Charles D. Brown   | Packy Robinson, boksmanager van de Zweed                                 |
| Jack Lambert       | "Dum Dum" Clarke                                                         |
| Donald MacBride    | R.S. Kenyon, Reardons baas                                               |
| Charles McGraw     | Al                                                                       |
| William Conrad     | Max                                                                      |
| Phil Brown         | Nick Adams                                                               |
| Jeff Corey         | "Blinky" Franklin                                                        |
| Harry Hayden       | George                                                                   |
| Bill Walker        | Sam                                                                      |
| Queenie Smith      | Mary Ellen Daugherty                                                     |
| Beatrice Roberts   | verpleegster                                                             |
| John Miljan        | Jake the Rake                                                            |
| Vera Lewis         | Ma Hirsch                                                                |